# Nikolai Linberg
Nikolai Linberg (* 21. Märzjul. / 3. April 1915greg. in Tallinn, Gouvernement Estland; † unbekannt) war ein estnischer Fußballspieler.

## Karriere
Nikolai Linberg wurde 1915 in Tallinn, der Hauptstadt des Gouvernements Estland als Sohn von lettischen Eltern geboren. Im Jahr 1934 erhielt er die estnische Staatsbürgerschaft. Er begann seine Fußballkarriere als 17-Jähriger bei einem Verein aus Pärnu. Ab 1934 spielte Linberg neun Jahre für den JS Estonia Tallinn. Mit diesem wurde er sechsmal Estnischer Meister und mindestens zweimal Torschützenkönig.
Im August 1935 debütierte Linberg in der Estnischen Nationalmannschaft gegen Litauen während des Baltic Cup 1935. In seinem ersten Länderspiel konnte er zugleich sein erstes Tor im Nationaltrikot erzielen. Ein Jahr später absolvierte er sein zweites Spiel für Estland gegen Lettland, in dem er wieder als Torschütze erfolgreich war. Das letzte seiner drei Länderspiele absolvierte Linberg im Juni 1938 gegen Ungarn.

## Erfolge
- Torschützenkönig: mind. 1936, 1940
- Estnischer Meister: 1934, 1935, 1936, 1938, 1939, 1943, 1945